# Jacob Veldhuyzen van Zanten
Jacob Louis (Jaap) Veldhuyzen van Zanten (Lisse, 5 februari 1927 – San Cristóbal de La Laguna, 27 maart 1977) was de Nederlandse gezagvoerder van de KLM Boeing 747 met vliegtuigregistratie PH-BUF De Rijn, die in 1977 verongelukte bij de vliegtuigramp van Tenerife op de Canarische Eilanden.
In januari 1950 trad hij als piloot in dienst van de KLM, en met 11.700 vlieguren op het moment van de ramp was hij een ervaren vlieger. Veldhuyzen van Zanten was chef-instructeur voor de Boeing 747; vrijwel alle vliegers van de KLM die in 1977 met een Boeing 747 vlogen, hadden les van hem gehad. Ook stond hij model in advertenties van de KLM, waaronder die in het magazine aan boord van het ramptoestel. 
Op het moment dat de allereerste berichten van de vliegramp op Tenerife binnenkwamen op het hoofdkantoor van KLM, zou men op zoek zijn gegaan naar Veldhuyzen van Zanten om hem – als zeer ervaren vlieger en instructeur – namens KLM het onderzoek te laten leiden. Pas na enige tijd werd duidelijk dat Veldhuyzen van Zanten zelf betrokken was bij de ramp. Naar later bleek, droeg hij daarvoor ook de grootste verantwoordelijkheid, aldus de Spaanse, Amerikaanse en Nederlandse onderzoekers, daar hij zonder toestemming van de luchtverkeersleiding was opgestegen. Bij deze ramp, de tot op heden (2025) meest dodelijke vliegramp in de luchtvaartgeschiedenis, vielen in totaal 583 doden.